# Aeromonas hydrophila
Aeromonas hydrophila è un batterio gram-negativo eterotrofo, maggiormente presente in zone che presentano un clima mite. Questo batterio può essere inoltre trovato in acque dolci o salate; vive sia in ambienti aerobi che anaerobi.

A. hydrophila, che può nutrirsi di emoglobina, fu isolato per la prima volta sia nell'uomo che negli animali intorno agli anni '50. È la specie meglio conosciuta delle sei facenti parte del genere Aeromonas.

Questo batterio è veramente difficile da uccidere ed è resistente anche alle basse temperature (può vivere anche al di sotto dei 4 °C).

## Struttura
Aeromonas hydrophila è lungo 1-3 µm e largo 0,3-1 µm. Ha una forma a bastoncello, non forma endospore, può crescere a basse temperature ed è dotato di motilità grazie ai flagelli.

## Patologia
Aeromonas hydrophila è molto tossico per diversi organismi. Quando entra nel corpo della sua vittima, viaggia attraverso la circolazione sanguigna fino al primo organo disponibile. Produce l'enterotossina citotossica aerolisina (ACT), una tossina in grado di danneggiare gravemente i tessuti.
Aeromonas hydrophila, Aeromonas caviae e Aeromonas sobria sono considerati patogeni opportunisti, ossia raramente infettano persone sane.
A. hydrophila è invece ampiamente considerato un patogeno maggiore per pesci e anfibi, e la sua patogenicità per gli umani è nota da decenni.

### Eventi di esposizione
L'infezione da Aeromonas hydrophila avviene durante i cambiamenti ambientali, cambiamenti di temperatura oppure dopo l'ingestione di prodotti alimentari (pesce, carne e verdura) che erano già stati infettati in precedenza.

### Pesci e anfibi
Aeromonas hydrophila può infettare sia pesci che anfibi, perché questi organismi vivono in ambienti acquatici. Nelle rane causa danni interni, come emorragie, talvolta fatali.
Nei pesci causa ulcere, decomposizione della coda e delle pinne e setticemia emorragica.

### Malattie nell'uomo
Aeromonas hydrophila è patogeno per l'uomo, pur non come per anfibi e pesci. Può causare gastroenteriti che possono essere contratte specialmente da bambini o da persone con disfunzioni al sistema immunitario. Sono classificate due tipi di gastroenteriti: la prima causa sintomi simili al colera, che causa diarrea; l'altra causa dissenteria gastrointestinale con perdita di sangue.Causa anche infezioni che infiammano le cellule epiteliali. In rari casi può provocare fascite necrotizzante.

### Trattamenti
Essendo un batterio molto resistente, per ucciderlo si utilizza una soluzione di ipoclorito di sodio [NaClO] all'1% oppure una soluzione di ipoclorito di calcio [Ca(ClO)2] al 2%.
Oppure usando cloranfenicolo, tetraciclina o solfonammide.